# Alticola argentatus
Alticola argentatus is een zoogdier uit de familie van de Cricetidae. De wetenschappelijke naam van de soort werd voor het eerst geldig gepubliceerd door Severtzov in 1879.

## Voorkomen
De soort komt voor in China.